# Камбаратинская ГЭС-2
Камбаратинская ГЭС-2 (Камбар-Атинская ГЭС-2) — строящаяся гидроэлектростанция в Кыргызстане на реке Нарын, у с. Кара-Жигач Токтогульского района Джалал-Абадской области. Входит в Нарын-Сырдарьинский каскад ГЭС, являясь его верхней ступенью, расположена в 14 км ниже Камбаратинской ГЭС-1. Особенностью станции является уникальная взрывонабросная плотина. В 2010 году введен в эксплуатацию первый гидроагрегат мощностью 120 МВт, второй гидроагрегат планируется пустить в 2025 году, дата пуска третьего гидроагрегата не определена. Эксплуатируется ОАО «Электрические станции».

## Общие сведения
Камбаратинская ГЭС-2 является высоконапорной плотинной гидроэлектростанцией с деривационным зданием ГЭС. Расположена в узком горном ущелье на высоте 900 м. Проектная установленная мощность электростанции — 360 МВт, проектная среднегодовая выработка электроэнергии — 1148 млн кВт·ч. По состоянию на 2020 года, установленная мощность станции составляет 120 МВт, располагаемая мощность — 90 МВт, среднегодовая выработка электроэнергии — 514 млн кВт·ч. Сооружения гидроузла включают в себя:
- грунтовую плотину смешанной конструкции — частично взрывонабросную (в объёме около 800 тыс. м³), частично насыпную из камня и галечника (в объёме более 500 тыс. м³). В качестве противофильтрационного устройства использованы экран из поливинилхлоридной плёнки и инъекционная завеса. Высота плотины составляет 70 м[5].
- левобережный тоннельный строительно-эксплуатационный водосброс (СЭВ) пропускной способностью 2100 м³/с;
- водоприёмник, общий для СЭВ и водоводов ГЭС;
- три тоннельных турбинных водовода
- здание ГЭС;
- отводящий канал;
- строящийся правобережный поверхностный береговой водосброс пропускной способностью 1110 м³/с[6].

В здании ГЭС по проекту должны быть установлены три вертикальных гидроагрегата мощностью по 120 МВт, с радиально-осевыми турбинами РО-75/841-В-580, работающими при расчётном напоре 47,5 м. Турбины должны приводить в действие гидрогенераторы СВ-1262/172-60 УХЛ4. По состоянию на 2020 год, смонтирован и эксплуатируется один гидроагрегат, турбина которого изготовлена Ленинградским металлическим заводом, а генератор — предприятием «Элсиб». Электроэнергия с генератора на напряжении 15,75 кВ подается на трёхфазный силовой трансформатор ТДЦ 200000/110-У1, изготовленный заводом «Запорожтрансформатор», а с него через открытое распределительное устройство (ОРУ) 110 кВ — в энергосистему. Проектом станции при её дальнейшей достройке предусмотрен монтаж трансформаторов ТДЦ 250000/500 и ОРУ-500 кВ.
Напорные сооружения ГЭС образуют небольшое водохранилище площадью 3,3 км², его проектная полная ёмкость составляет 9,6 млн м³. За время эксплуатации в водохранилище отложились наносы, в результате его полная ёмкость составляет 70 млн м³, полезная ёмкость — 8 млн м³, что позволяет вести суточное регулирование стока. Фактическая ёмкость водохранилища значительно меньше в результате отложения наносов. Отметка нормального подпорного уровня водохранилища составляет 955 м.

## История
Камбаратинский гидроэнергетический комплекс в составе трёх гидроэлектростанций был спроектирован Среднеазиатским отделением института «Гидропроект» в соответствии с Постановлением ЦК КПСС и Совета Министров СССР от 09.10.1980 г. № 678 «О программе строительства гидравлических и гидроаккумулирующих электростанций в 1981—1990 годах». В 1982 году было составлено технико-экономическое обоснование проекта, в 1988 году был утверждён основной объём проектной документации. Комплекс планировался в составе трёх станций: Камбаратинской ГЭС-1 мощностью 1900 МВт, которая должна была стать крупнейшей станцией Нарын-Сырдарьинского каскада, его контррегулятора — Камбаратинской ГЭС-2 мощностью 360 МВт и деривационной Камбаратинской ГЭС-3 мощностью 170 МВт, использующей напор, образующийся в ходе сезонной сработки Токтогульского водохранилища. Плотины ГЭС-1 и ГЭС-2 планировалось создать при помощи крупномасштабных промышленных взрывов.
Строительство Камбаратинских ГЭС-1 и ГЭС-2 было начато в 1986 году, в 1991 году после распада СССР строительство существенно замедлилось, а в 1993 году было остановлено. За это время по проекту Камбаратинской ГЭС-2 были выполнены земельно-скальные работы по котловану водоприемника станции, сооружены транспортные туннели, закончена проходка минных штолен крупномасштабного взрыва, необходимого для создания плотины, выполнен значительный объем по сооружениям напорно-станционного узла и строительно-эксплуатационному водосброса. В 2003 году строительство станции было возобновлено, с 2007 года работы значительно активизированы, по состоянию на 2009 год было выполнено 45 % от общего объёма работ.
Учитывая неопределённость со сроками строительства Камбаратинской ГЭС-1, водохранилище которой должно было задерживать наносы и аккумулировать часть стока, а также значительное время, прошедшее с разработки проекта, было принято решение об актуализации проектной документации, что и было сделано в 2008—2009 годах ООО «Гидроспецпроект». В частности, были запроектированы два дополнительных водосброса — шахтный и поверхностный (размещаемый на плотине), изменена конструкция противофильтрационного экрана (в изначальном проекте он создавался путём намыва 250 тыс. м³ мелкозернистого грунта), а также существенно переработана схема крупномасштабного взрыва (в частности, более чем в два раза с первоначального значения 7200 тонн сокращено количество применяемой взрывчатки).
Крупномасштабный промышленный взрыв на строительстве Камбаратинской ГЭС-2 был произведён 22 декабря 2009 года. Всего было взорвано 2914 тонн взрывчатых веществ, преимущественно смеси аммиачной селитры и дизельного топлива, что является одним из крупнейших неатомных промышленных взрывов в истории. В результате русло Нарына было перекрыто завалом объёмом около 800 тыс. м³ и средней отметкой гребня 929 м (проектная отметка гребня 961 м). Размеры завала оказались существенно меньше проектных значений, что потребовало проведения оперативных работ по отсыпке плотины до проектных значений, что было выполнено в течение 2010 года. Первый гидроагрегат Камбаратинской ГЭС-2 был пущен 27 ноября 2010 года. Инвестиции в строительство станции в 2003-2010 годах составили $278 млн.
В связи с недостаточной пропускной способностью линий электропередачи, располагаемая мощность Камбаратинской ГЭС-2 ограничена 90 МВт (вместо 120 МВт), среднегодовая выработка электроэнергии — 514 млн кВт·ч (вместо 797 млн кВт·ч). В качестве второго этапа строительства станции предусматривается монтаж гидроагрегата № 2, строительство ОРУ-500 кВ и подключение станции к сети 500 кВ (что позволит снять ограничения в выдаче мощности), а также возведение дополнительного водосброса — после очередной актуализации проекта вместо ранее планировавшихся шахтного и поверхностного (на плотине) водосбросов рассматривается вариант сооружения правобережного поверхностного нерегулируемого водосброса, реализованного по схеме трёхступенчатого перепада. Технико-экономическое обоснование строительства было разработано компанией «Tractabel» в 2016 году. В 2016 году Совет Евразийского фонда стабилизации и развития (ЕФСР) одобрил финансирование из средств ЕФСР в объёме $110 млн на работы по монтажу второго гидроагрегата, ОРУ-500 кВ и соединительной линии электропередачи. Дополнительно из средств ЕФСР ожидается финансирование водосброса и реализации других мероприятий по обеспечению безопасного функционирования станции, которые оцениваются в $58 млн, из них $51 млн - за счет средств ЕФСР. Все работы по проектам планируется начать в 2020 году и завершить в 2025 году. В результате мощность Камбаратинской ГЭС-2 возрастёт до 240 МВт, среднегодовая выработка электроэнергии — до 1140 млн кВт·ч.